# Luigi Franza
Luigi Franza (Ariano Irpino, 24 febbraio 1939 – Roma, 19 ottobre 2020) è stato un politico italiano.

## Biografia
Figlio del senatore missino Enea Franza, è stato membro del Consiglio dell'Ordine degli Avvocati di Ariano Irpino (presidente dal 2004 al 2008) e della Camera Penale di Avellino e di Ariano Irpino.
È stato eletto nel 1983 al Senato nella IX legislatura, con il Partito Socialista Democratico Italiano ed è stato presidente della commissione Difesa dal 1985 al 1987. 
Rieletto al Senato, ha ricoperto la carica di sottosegretario al Ministero degli Esteri nel Governo Goria dal luglio 1987 all'aprile 1988. Quell'anno aderisce al Partito Socialista Italiano, di cui è vicecapogruppo dal 1989 al 1992.
Rieletto a palazzo Madama nel 1992 con il PSI, è stato presidente della commissione Lavori pubblici fino al termine della XI legislatura nell'aprile 1994.
Nel 1994 si candida alla Camera nel collegio uninominale di Ariano Irpino con l'Unione democratica italiana, ma non è eletto, così come nel 1996 al Senato per il Polo per le Libertà e nel 2001 nella Casa delle Libertà.
Dal 2004 al 2009 è stato consigliere comunale di Ariano Irpino per Forza Italia. Successivamente ha aderito al ricostituito Partito Socialista Italiano.
Muore nell'ottobre 2020 all'età di 81 anni.